# Aye de Mons
Pour les articles homonymes, voir Aye.
Sainte Aye, nommée aussi Aya, Agia, Austregilde ou Ave, est une sainte catholique belge. Sainte Aye fut religieuse chanoinesse au monastère canonial fondé par sa cousine Waudru à Mons, alors ville principale du comté de Hainaut. Elle lui succéda comme abbesse. Elle était l'épouse de saint Hydulphe jusqu’à ce qu'ils décident tous deux d'entrer dans les ordres religieux.
Elle aurait retrouvé la vue en priant sur le tombeau de sainte Renfroie à l'Abbaye de Denain. Morte en 714, elle est enterrée dans la collégiale sainte Waudru de Mons, qui était l'église du monastère. Dans une chapelle latérale, un retable de grande dimension y illustre différents évènements de sa vie. Liturgiquement sainte Aye est commémorée (régionalement) le 18 avril.
Sainte Aye est la sainte patronne des procès. Elle aurait décidé de l'issue du procès sur son héritage entre ses héritiers et la chanoinesse de Mons. La légende veut qu'elle ait fait connaître sa volonté en parlant d'outre-tombe.

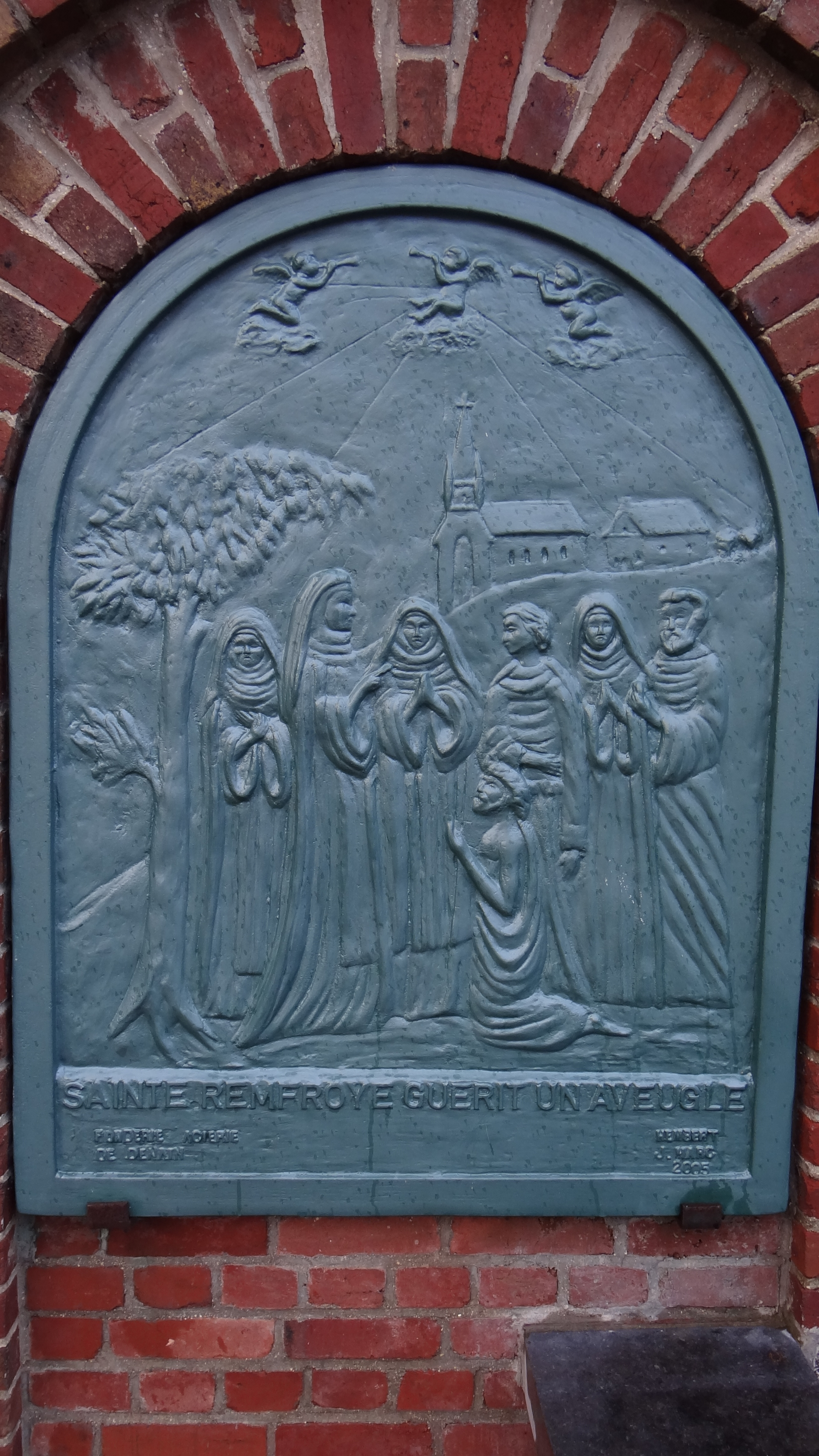
Près de l'abbaye de Denain à la fontaine de Sainte-Renfroye

.

## Liens
- Notices d'autorité :   - VIAF
  - Tchéquie